# The Amazing Race 1
The Amazing Race 1 là chương trình đầu tiên của loạt chương trình truyền hình thực tế, The Amazing Race. Chương trình lên sóng truyền hình Mỹ lần đầu vào ngày 5/9/2001.

## Sản xuất

### Lượng người xem
Chương trình đầu tiên không phải là một thành công khi không thu hút được nhiều khán giả do nó công chiếu một tuần trước khi diễn ra sự kiện 11/9. Ngay sau 11/9, người xem không còn thích thúc với các chương trình khám phá, du lịch nước ngoài nữa. Hơn nữa, chương trình còn bị giới hạn về thời lượng phát sóng cũng như quảng bá khi mà giới truyền thông tập trung khai thác các mẫu chuyện xung quanh sự kiện khủng bố và các chương trình nêu cao tinh thần yêu nước. Ngoài ra, The Amazing Race còn chiếu cùng khung giờ với một chương trình truyền hình thức tế khác với cùng ý tưởng các đội đi vòng quanh thế giới của đài NBC, Lost. Tuy nhiên Lost chỉ phát sóng 6 tập và bị hoãn do tần suất người xem thấp. Dù lượng người xem The Amazing Race 1 không nhiều so với những chương trình sau nhưng nó đã đủ để nhà sán xuất cho ra đời The Amazing Race 2, lên sóng vào mùa xuân năm 2002.

### DVD
DVD của chương trình số 1 phát hành ngày 27/9/2005, cũng là ngày khởi chiếu của Season 8, dài 769 phút.

## Kết quả
Các đội sau đã tham gia vào cuộc đua. Quan hệ giữa 2 thành viên trong một đội được ghi nhận vào lúc cuộc đua diễn ra. Bảng sau không hoàn toàn ghi lại tất cả những sự kiện xảy ra trong cuộc đua mà chỉ là những thông tin tiêu biểu và chính yếu nhất trong từng chặng. Số liệu chính là thứ tự điểm danh của các đội tại cuối của mỗi chặng.
| Đội thi           | Quan hệ            | Thứ hạng từng chặng | Thứ hạng từng chặng | Thứ hạng từng chặng | Thứ hạng từng chặng | Thứ hạng từng chặng | Thứ hạng từng chặng | Thứ hạng từng chặng | Thứ hạng từng chặng | Thứ hạng từng chặng | Thứ hạng từng chặng | Thứ hạng từng chặng | Thứ hạng từng chặng | Thứ hạng từng chặng | Thực hiện Roadblock  |
| Đội thi           | Quan hệ            | 1                   | 2                   | 3                   | 4ƒ                  | 5                   | 6ƒ                  | 7                   | 8ƒ                  | 9                   | 10ƒ                 | 11                  | 12                  | 13                  | Thực hiện Roadblock  |
| ----------------- | ------------------ | ------------------- | ------------------- | ------------------- | ------------------- | ------------------- | ------------------- | ------------------- | ------------------- | ------------------- | ------------------- | ------------------- | ------------------- | ------------------- | -------------------- |
| Rob & Brennan     | Luật sư / Bạn thân | 1ƒ                  | 3                   | 3                   | 6                   | 4                   | 3                   | 3                   | 3                   | 1                   | 1                   | 2                   | 1                   | 1                   | Rob 5, Brennan 7     |
| Frank & Margarita | Li thân            | 3                   | 4                   | 2                   | 4                   | 5                   | 1 5                 | 1ƒ                  | 2                   | 2                   | 2                   | 1                   | 2                   | 2                   | Frank 8, Margarita 3 |
| Joe & Bill        | Bạn đời            | 2                   | 2                   | 4                   | 1                   | 2                   | 25                  | 2                   | 4                   | 4ƒ                  | 4                   | 3                   | 3                   | 38                  | Joe 6, Bill 4        |
| Kevin & Drew      | Bạn thân           | 9                   | 5                   | 1ƒ                  | 2                   | 1                   | 4                   | 4                   | 1                   | 3                   | 3                   | 4                   |                     |                     | Kevin 5, Drew 4      |
| Nancy & Emily     | Mẹ con             | 10                  | 8                   | 8                   | 3                   | 3                   | 5                   | 5                   | 5                   | 57                  |                     |                     |                     |                     | Nancy 2, Emily 6     |
| Lenny & Karyn     | Tình nhân          | 4                   | 9                   | 7                   | 7                   | 6                   | 6                   | 6                   |                     |                     |                     |                     |                     |                     | Lenny 2, Karyn 4     |
| Paul & Amie       | Đính hôn           | 8                   | 7                   | 6                   | 54                  | 7                   |                     |                     |                     |                     |                     |                     |                     |                     | Paul 2, Amie 1       |
| Dave & Margaretta | Ông bà             | 72                  | 63                  | 5                   | 8                   |                     |                     |                     |                     |                     |                     |                     |                     |                     | Dave 2, Margaretta 0 |
| Pat & Brenda      | Những bà mẹ        | 5                   | 1ƒ                  | 9                   |                     |                     |                     |                     |                     |                     |                     |                     |                     |                     | Pat 1, Brenda 0      |
| Kim & Leslie      | Bạn cùng phòng     | 6                   | 10                  |                     |                     |                     |                     |                     |                     |                     |                     |                     |                     |                     | Kim: 1, Leslie: 0    |
| Matt & Ana        | Vợ chồng           | 11                  |                     |                     |                     |                     |                     |                     |                     |                     |                     |                     |                     |                     | Matt: 0, Ana: 0      |

- Màu đỏ biểu thị đội bị loại.
- Màu xanh dương gạch dưới biểu thị đội về chót trong một chặng không loại.
- Chữ ƒ màu xanh biểu thị đội giành được Fast Forward. Chặng đua có chữ ƒ màu xanh biểu thị chặng này không có đội nào giành được Fast Forward.

Chú giải 1:  Dù trong DVD của chương trình số 1 có chiếu cảnh các đội thực hiện Roadblock trong chặng 1 nhưng không phải tất cả các đội đều được chiếu nên không rõ ai đã thực hiện Roadblock cho các đội này.

Chú giải 2:  Dave & Margaretta về đích thứ 7 nhưng lại xuất phát chặng thứ 2 sau Paul & Amie, tức thứ 8 không rõ lý do. 

Chú giải 3: Dave & Margaretta về thứ 6, nhưng chịu hình phạt 1 tiếng do hoàn thành Roablock không chính xác, làm họ rơi xuống vị trí thứ 8.

Chú giải 4: Paul & Amie originally ban đầu về thứ 5, nhưng vì lý do sản xuất của chương trình đã làm chậm tốc độ của họ, đội này đã được bù thêm thời gian bị mất giúp họ vươn lên thứ 4.

Chú giải 5:  Frank & Margarita và Joe & Bill là 2 đội đầu tiên về đích nhưng do không đọc kĩ đầu mối nên phải nhận hình phạt 30 phút. Tuy nhiên điều này đã không làm ảnh hưởng đến thứ tự của các đội.

Chú giải 6:  Lenny & Karyn, vì lý do sản xuất của chương trình đã làm chậm tốc độ của họ, đội này đã được bù thêm thời gian bị mất dù thứ hạng của họ vẫn không đổi.

Chú giải 7:  Nancy & Emily về thứ 4 nhưng đã bỏ qua Detour, nhận hình phạt 24 tiếng và bị loại khỏi cuộc đua.

Chú giải 8:  Dù Joe & Bill xếp thứ 3 chung cuộc nhưng họ đã không thể hoàn thành cuộc đua do bị tụt lại quá xa. Họ đã nhận được một đầu mối thông báo rằng Rob & Brennan đã gàinh chiến thắng khi đang đua ở Alaska.

## Sự kiện nổi bật

### Trong cuộc đua
- Chương trình này mất 39 ngày để quay so với chỉ 4 tuần ở các chương trình sau.
- Dù trong kế hoạch là 3 đội chung kết sẽ về đến vạch Kết thúc, tuy nhiên, Joe & Bill tụt lại quá xa và không thể hoàn thành cuộc đua. David & Jeff, đội xếp thứ ba của The Amazing Race 4 cũng rơi vào hoàn cảnh tương tự.
- Vào Chặng 5, Paul & Amie bị lạc trong sa mạc Sahara sau khi cố thử nhiều con đường khác nhau với phân nửa chiếc xe của họ bị lún trong cát, Amie rơi vào tình trạng nôn mửa. Paul bỏ cuộc, Amie vô tình tìm được ốc đảo cũng chính là Trạm dừng của chặng mà chưa thực hiện Roadblock và còn thiếu một đầu mối. Tuy nhiên họ không phải quay trở lại làm Roadblock do họ là đội cuối cùng về đích và đã bị loại.
- Cuối Chặng 5, các đội được di dời tới Gabès do bão cát ở Trạm dừng cũ. Do đó Chặng 6 xuất phát ở Gabès.
- Một vụ tấn công ở sân bay Roma đã làm hoãn Chặng 6.
- Phi công đã chở Rob & Brennan và Frank & Margarita tới Seattle trong Chặng 13 sau này đã liên lạc với Rob & Brennan.

### Sau cuộc đua
- Emily Hoyt hẹn hò với Brennan Swain.
- Kevin O'Connor và Drew Feinberg xuất hiện trong The Amazing Race 8, trao đầu mối cho các đội thi tại một tiệm hot dog ở thành phố New York.
- Sau cuộc đua, Frank Mesa và Margarita Mesa trở lại với nhau. Tuy nhiên, sau đó họ đã li dị và Frank đã tái hôn. Margarita ở vậy với con gái.
- Lenny Hudson & Karyn Jefferson chia tay. Lenny đã đám cưới và có con.
- Kevin O'Connor & Drew Feinberg và Joe Baldassare & Bill Bartek được chọn trở lại cho The Amazing Race Kỳ cựu.
- Joe Baldassare & Bill Bartek nhận được lá thư từ Frank Mesa trong một Roadblock của Kỳ cựu, Frank làm một bài thơ tự do nói rằng hi vọng là thư này sẽ làm Joe & Bill bực bội như họ đã làm với anh ta. Hình của Frank được chiếu trong tập đó. Sau này, Joe & Bill tiết lộ trong đống thư còn có lá thư thân thiện hơn từ Nancy Hoyt & Emily Hoyt và họ tiếc là đã không tìm ra lá thư này.
- Kevin O'Connor & Drew Feinberg, Lenny Hudson & Karyn Jefferson, Rob Frisbee & Brennan Swain, and Joe Baldassare & Bill Bartek tham gia bình luận cho DVD của chương trình số 1.
- Margaretta Groark qua đời ngày 26/10/2008 sau một cuộc chiến dài với căn bệnh ung thư.[1] Trong một đoạn phỏng vấn cho CBS trong The Amazing Race Kỳ cựu, Joe & Bill nói rằng họ tham gia cuộc đua là vì Margaretta, bà phải ra vào bệnh viện trong khoảng thời gian diễn ra cuộc đua.
- Nancy Hoyt qua đời vào ngày 8/12/2011 sau một cuộc chiến dài với bệnh Lou Gehrig.[2]

## Tổng hợp cuộc đua

### Chặng 1 (Hoa Kỳ → Nam Phi → Zambia)
- New York,  Hoa Kỳ (Công viên trung tâm, Điểm xuất phát)
- New York (Sân bay quốc tế John F. Kennedy) đi Johannesburg, Nam Phi (Sân bay quốc tế Johannesburg)
- Johannesburg (Sân bay Lanseria) đi Livingstone,  Zambia (Sân bay Livingstone)
- Livingstone (Thác Victoria - Knife's Edge)
- Livingstone (Boiling Pot, sông Zambezi)
- Livingstone (Hảm núi Batoka)
- Làng Songwe Lưu trữ ngày 14 tháng 2 năm 2009 tại Wayback Machine

Trong Fast Forward đầu tiên của cuộc đua, các đội phải đi xuống một con dốc sâu tới Boiling Pot ở thác Victoria.
Detour gồm Trời hoặc Đất (Air or Land). Trong Trời, các đội phải đu dây và sau đó thực hiện một cú nhảy 54 mét từ hẻm núi. Tất cả các đội (trừ Rob & Brennan) chọn Trời.
 Roadblock tuy không được chiếu nhưng xuất hiện trong DVD, các thí sinh phải nấu một quả trứng đà điểu.
Thử thách phụ
- Trong DVD cho thấy các đội phải cùng nhau ăn hết quả trứng đà điểu trước khi điểm danh tại Trạm dừng.

### Chặng 2 (Zambia → Nam Phi → Pháp)

Khải Hoàn Môn, trạm dừng thứ hai của The Amazing Race 1

- Làng Songwe (Bảo tàng Songwe)
- Sông Zambezi (Thám hiểm Bundu Lưu trữ ngày 24 tháng 3 năm 2005 tại Wayback Machine)
- Làng Mukuni
- Johannesburg,  Nam Phi (Sân bay quốc tế Johannesburg) đi Paris,  Pháp (Sân bay quốc tế Charles de Gaulle)
- Paris (Tháp Eiffel)
- Paris (Khải Hoàn Môn - Arc de Triomphe)

Lựa chọn kép của chặng này gồm Gần Lưu trữ ngày 15 tháng 4 năm 2008 tại Wayback Machine hoặc Xa Lưu trữ ngày 20 tháng 6 năm 2005 tại Wayback Machine (Near or Far). Trong Gần, các đội đi đến khu rừng gần đó và chụp ảnh của ba con vật khó tìm. Trong Xa, các đội phải đi tới  Botswana và chụp ảnh một con voi.
Chướng ngại vật, các thí sinh phải leo trên tháp Eiffel để tìm vị trí của Trạm dừng bằng một kính viễn vọng.
Tăng tốc yêu cầu các đội phải chèo bè thám hiểm Bundu.
Thử thách phụ
- Tại làng Mukini, các đội phải tham gia vào điệu nhảy truyền thống chào mừng khách quý. Buổi lễ còn có phần giao lưu với trưởng làng và xem nhảy múa.

### Chặng 3 (Pháp)

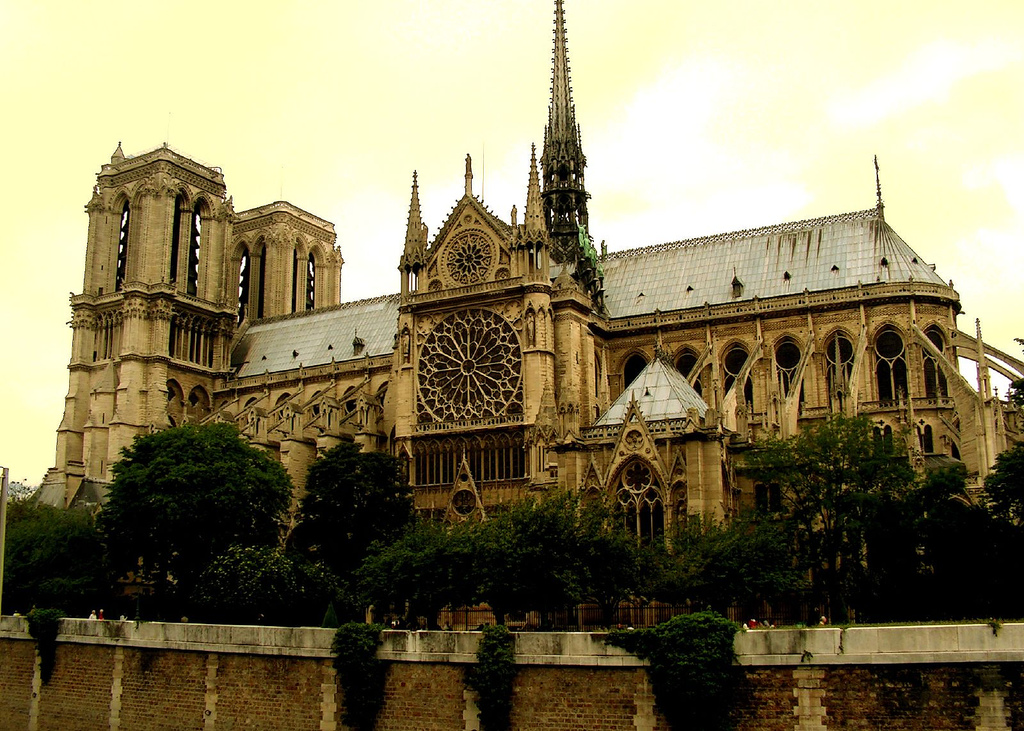
Nhà thờ Đức bà Paris, nơi các đội thực hiện thử thách Khó leo trong Lựa chọn kép của chặng 3.

- Paris (La Grande Roue) Nhà thờ Đức bà Paris, nơi các đội thực hiện thử thách Khó leo trong Lựa chọn kép của chặng 3.
- Paris (Mariage Frères)
- Paris (Hôtel de Ville Lưu trữ ngày 5 tháng 2 năm 2005 tại Wayback Machine)
- Paris (Place du Chatelet Lưu trữ ngày 4 tháng 2 năm 2009 tại Wayback Machine)
- Paris (Gare de Lyon) đi Marseille (Gare de Marseille Saint-Charles)
- Les Baux de Provenc (Château des Baux Lưu trữ ngày 20 tháng 11 năm 2005 tại Wayback Machine)

Detour: Khó leo hay Dễ đi (Tough climb or Easy Walk). Trong Khó leo, các đội phải leo 297 bậc cầu thang của tháp Nhà thờ Đức Bà Paris và rung một tiếng chuông. Trong Dễ đi, các đội tìm tượng của một con mèo bên cạnh con lắc Foucault tại Panthéon. Điều khó khăn là có tới hai con lắc Foucault ở 2 nơi khác nhau mà các đội không hề biết.
Trong Roadblock, thành viên của mỗi đội phải đi xuyên qua hệ thống cống thoát nước của Paris.
Fast Forward, các đội cần tìm một tiệm bán trà và chọn được loại trà đúng ở tiệm trà này, Mariage Frères.

### Chặng 4 (Pháp → Tunisia)

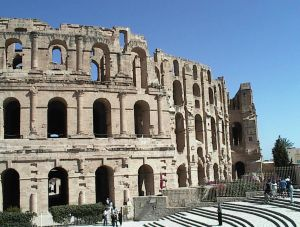
Đại hý trường El Djem ở Tunis nơi các đội thực hiện Chướng ngại vật và điểm danh.

- Marseille (Cảng Marseilles) đi Tunis,  Tunisia (La Goulette) bằng tàu thủy.
- Tunis (Bab Bhar)
- Sidi Bou Said không được sử dụng, không được phát sóng
- El Djem (Amphitheater of Thysdrus Lưu trữ ngày 3 tháng 2 năm 2009 tại Wayback Machine)

Lựa chọn kép: Full Body Brew hoặc Full Body Massage. Trong Full Body Brew, các đội phải tìm đường đến một quán café ở chợ Bab Bhar mà không sử dụng bản đồ. Trong Full Body Massage, các đội sử dụng một tấm bản đồ đi đến một nơi massage và đợi massage trong vòng 20 phút.

Chướng ngại vật của chặng này nằm ở đại hý trường El Djem. Người thực hiện Chướng ngại vật phải tìm đường đến death pit của hý trường.

Tăng tốc yêu cầu đội đua bắt cá tại cảng Sidi Bou Said, 20 km về phía bắc Tunis.

### Chặng 5 (Tunisia)
- Tataouine (Tượng đài trái đất)
- Sahara (Ksar Ghilane Lưu trữ ngày 31 tháng 12 năm 2008 tại Wayback Machine)
- Sahara (sử dụng la bàn để định vị Route Marker kế tiếp)
- Sahara (Ksar Ghilane)

Ở Tataouine, Tunisia, các đội tìm thấy Detour gồm:  Lắng nghe Lưu trữ ngày 31 tháng 12 năm 2008 tại Wayback Machine  hoặc  Suy nghĩ Lưu trữ ngày 2 tháng 2 năm 2009 tại Wayback Machine  (Listening or Puzzling). Để thực hiện Lắng nghe, các đội tìm ra địa điểm được sử dụng quay bộ phim Star Wars – Chiến tranh giữa các vì sao và lấy một máy thu phát vô tuyến xách tay. Sử sụng máy thu phát này, họ phải tìm ra một bộ thu phát vô tuyến khác gần đó. Để thực hiện Suy nghĩ, các đội phải đến một ngôi nhà ở Tataouine đã định trước và thắng trong trò chơi xí ngầu của Tunisia. Tất cả các đội chọn Lắng nghe.
 Roadblock yêu cầu các thí sinh cưỡi trên một con lạc đà được dẫn bởi thí sinh còn lại trong sa mạc Sahara. Người thực hiện Roablock sử dụng la bàn và một bộ tọa độ để tìm ra Route Marker ở giữa sa mạc.

### Leg 6 (Tunisia → Ý)

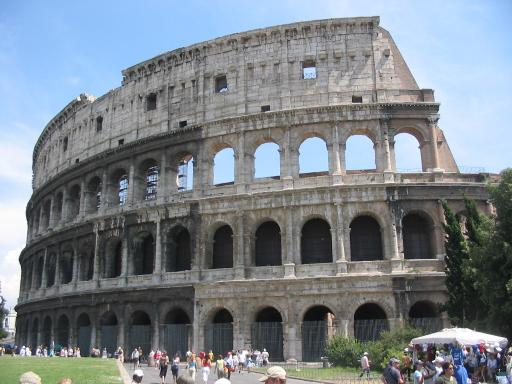
Đấu trường La Mã, nơi các đội nhận được đầu mối Lựa chọn kép.

- Tunis (Khách sạn Palace)
- Tunis (Sân bay quốc tế Tunis-Carthage) đi Roma,  Ý (Sân bay quốc tế Leonardo Da Vinci)
- Rome (Đấu trường La Mã)
- Rome (Trạm xe lửa Termini, Roma) đi Modena
- Modena (Castelfranco Emilia)
- Modena (Xưởng ôtô Pagani)
- Sant'Agata Bolognese (Quảng trường thành phố)

Lựa chọn kép,  Chân Lưu trữ ngày 12 tháng 10 năm 2008 tại Wayback Machine  hay Móng (Foot or Hoof). Chân yêu cầu các đội phải tìm một tượng đài lớn hình bàn chân và đầu mối kế tiếp của họ. Móng, các đội được nhận một tấm hình móng của con ngựa. Họ phải tìm chiếc móng tương tự trên một bức tượng hình con ngựa. Xung quanh bức tượng hình ngựa này có nhiều taxi có thể giúp các đội tăng tốc.
 Chướng ngại vật là lái một chiếc xe nhỏ đi thẳng tới Trạm dừng, Sant'Agata Bolognese, bằng một bản đồ bằng tiếng Ý.

### Leg 7 (Ý → Ấn Độ)

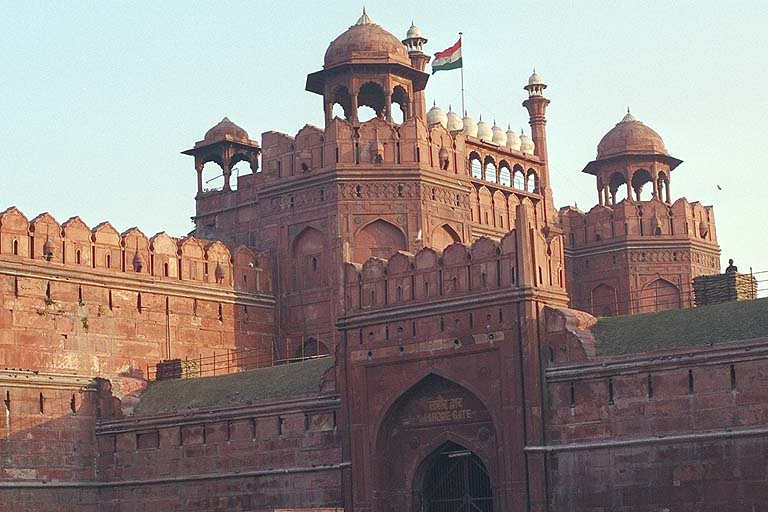
Pháo đài Đỏ, nơi các đội thực hiện Roadblock.

- Sant'Agata Bolognese (Quảng trường thành phố)
- Ferrara (Castello Estense)
- Roma (Sân bay quốc tế Leonardo da Vinci) / Milan (Sân bay quốc tế Malpensa) đi Delhi,  Ấn Độ (Sân bay quốc tế Indira Gandhi)
- Delhi (Pháo đài Đỏ)
- Agra, Uttar Pradesh (Khách sạn Taj Khema Lưu trữ ngày 15 tháng 12 năm 2005 tại Wayback Machine)

Detour:  Lượn Lưu trữ ngày 14 tháng 2 năm 2009 tại Wayback Machine  or Lái  (Glide or Ride).  Lượn , các đội thực hiện các cú lượn máy bay với một chuyên gia.  Lái , các đội lái xe đạp với bản đồ đi đến hộp đầu mối tiếp theo.
 Fast Forward, tìm Castello Estense và chèo thuyền theo con hào sẽ nhìn thấy đầu mối kế tiếp ở trên tường 
 Roablock ở Pháo đài đỏ, các thí sinh thuê một xe kéo và tìm người chủ cửa hàng trong ngôi chợ gần Pháo đài đỏ.

### Chặng 8 (Ấn Độ)

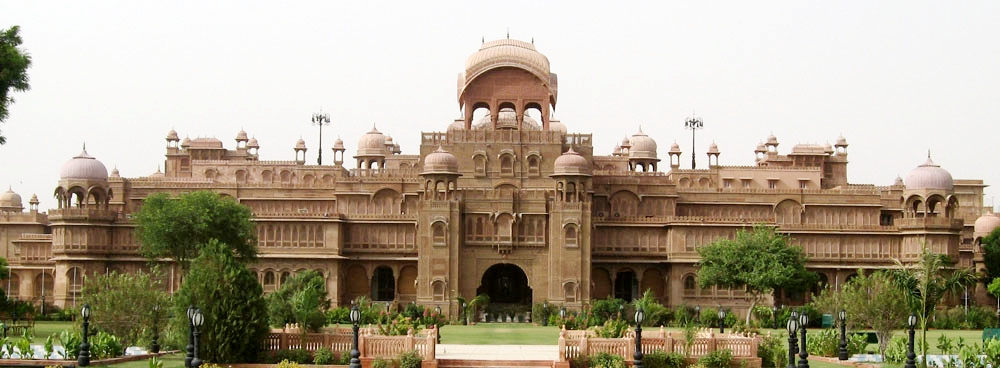
Lâu đài Laxmi Niwas, trạm dừng thứ tám của The Amazing Race 1

- Agra (Taj Mahal) (không được sử dụng, không được phát sóng Lưu trữ ngày 11 tháng 2 năm 2009 tại Wayback Machine)
- Jaipur, Rajasthan (Hawa Mahal)
- Deshnoke (Karni Mata)
- Bikaner (Lâu đài Laxmi Niwas Lưu trữ ngày 11 tháng 10 năm 2006 tại Wayback Machine)

Lựa chọn kép gồm Cưỡi voi hay Chèo thuyền (Elephant or Rowboat). Trong Cưỡi voi, các đội cưỡi voi tới gặp một người sùng đạo, ông ta sẽ trao đầu mối kế tiếp cho các đội. Trong Chèo thuyền, họ chèo thuyền tới gặp người đàn ông trên.
 Chướng ngại vật đòi hỏi thí sinh phải tìm được một lọ đựng đầu mối trong đền Karni Mata, đền chuột, và chỉ được mang vớ.
Tăng tốc không được sử dụng yêu cầu các đội leo 22 hoặc 33 bậc thang.

### Chặng 9 (Ấn Độ → Thái Lan)

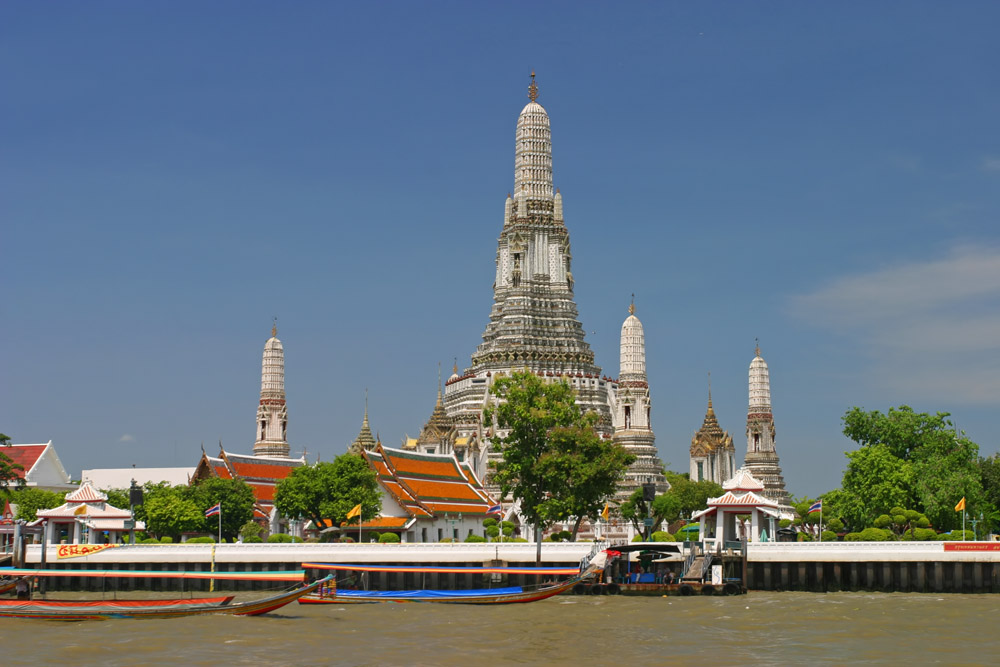
Chùa Bình Minh, nơi các đội nhận được Detour.

- Delhi (Sân bay quốc tế Indira Gandhi) đi Bangkok,  Thái Lan (Sân bay quốc tế Don Mueang)
- Bangkok (Chùa Bình Minh – Chùa Wat Arun)
- Bangkok (Chùa Đức Phật ngồi tựa lưng - Wat Phra Chetuphon)
- Kanchanaburi (Chùa Hổ - Tiger Temple)
- Krabi (Chùa Hang Hổ - Tiger Cave teample)

Detour gồm  Công cộng hay  Riêng tư (Public or Private). Trong  Công cộng, các đội phải đi đến một trạm xe buýt để đi đền địa điểm kế tiếp. Xe buýt chạy cách nhau 15 phút một chuyến. Trong  Riêng tư, các đội lái xe tới một khu vực bao gồm phía tây Wat Arun và đường Wang Doem, Arun Amarin, và Itsaraphap để tìm ra một chiếc xe đang đổ đâu đó. Manh mối duy nhất họ có là tấm bằng lái của chiếc xe cần tìm.
 Fast Forward, đi tới Chùa Đức Phật ngồi tựa lưng tìm một tô có đúng 108 đồng xu để thực hiện một nghi thức tôn giáo.
 Roadblock, thí sinh phải bước qua một bầy hổ.

### Chặng 10 (Thái Lan)

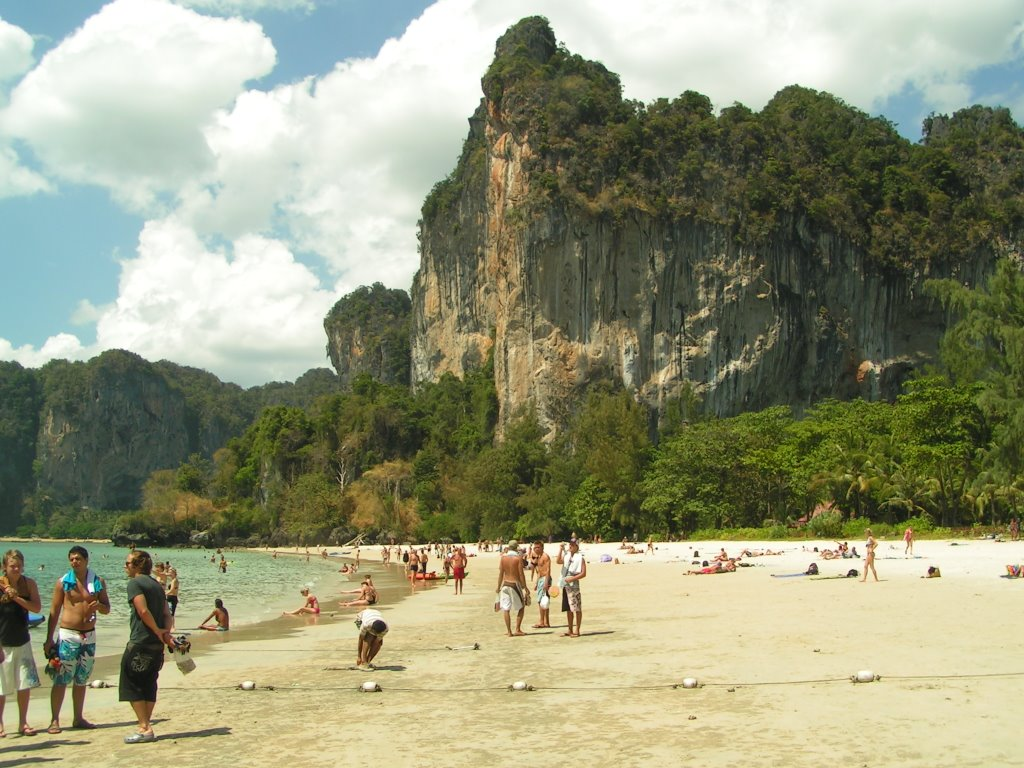
Bãi biển Rai Leh, Krabi, Thái Lan

- Bãi biển Rai Leh (King's Climbing)
- Bãi biển Rai Leh (Bức tường Thái Lan) ] không được sử dụng, không được phát sóng
- Bo Tor, Ao Luk (Sea, Land và Trek)
- Đảo Gà
- Bãi biển Pai Plong

Lựa chọn kép của chặng này gồm Đi hoặc Trèo (Hike or Climb). Trong Đi, các đội phải đi một quãng đường dài để tìm ra đầu mối kế tiếp. Trong Trèo, các đội phải trèo lên bức tường King’s Rock sau đó lấy một chiếc thuyền.

Chướng ngại vật yêu cầu một thành viên của mỗi đội chèo thuyền kayak chở đội của mình cùng hành lý và thiết bị lặn tới hang động gần đó.
Thử thách phụ
- Sau khi thực hiện Chướng ngại vật, các đội chèo thuyền trở lại Sea, Land và Trek. Sau đó, các đội thuê một chiếc thuyền chở họ ra đảo Gà. Tại đây, họ sẽ sử dụng thiết bị lặn lấy từ thử thách Chướng ngại vật để lặn tìm ra đầu mối kế tiếp.

### Chặng 11 (Thái Lan → Cộng hòa nhân dân Trung Hoa)

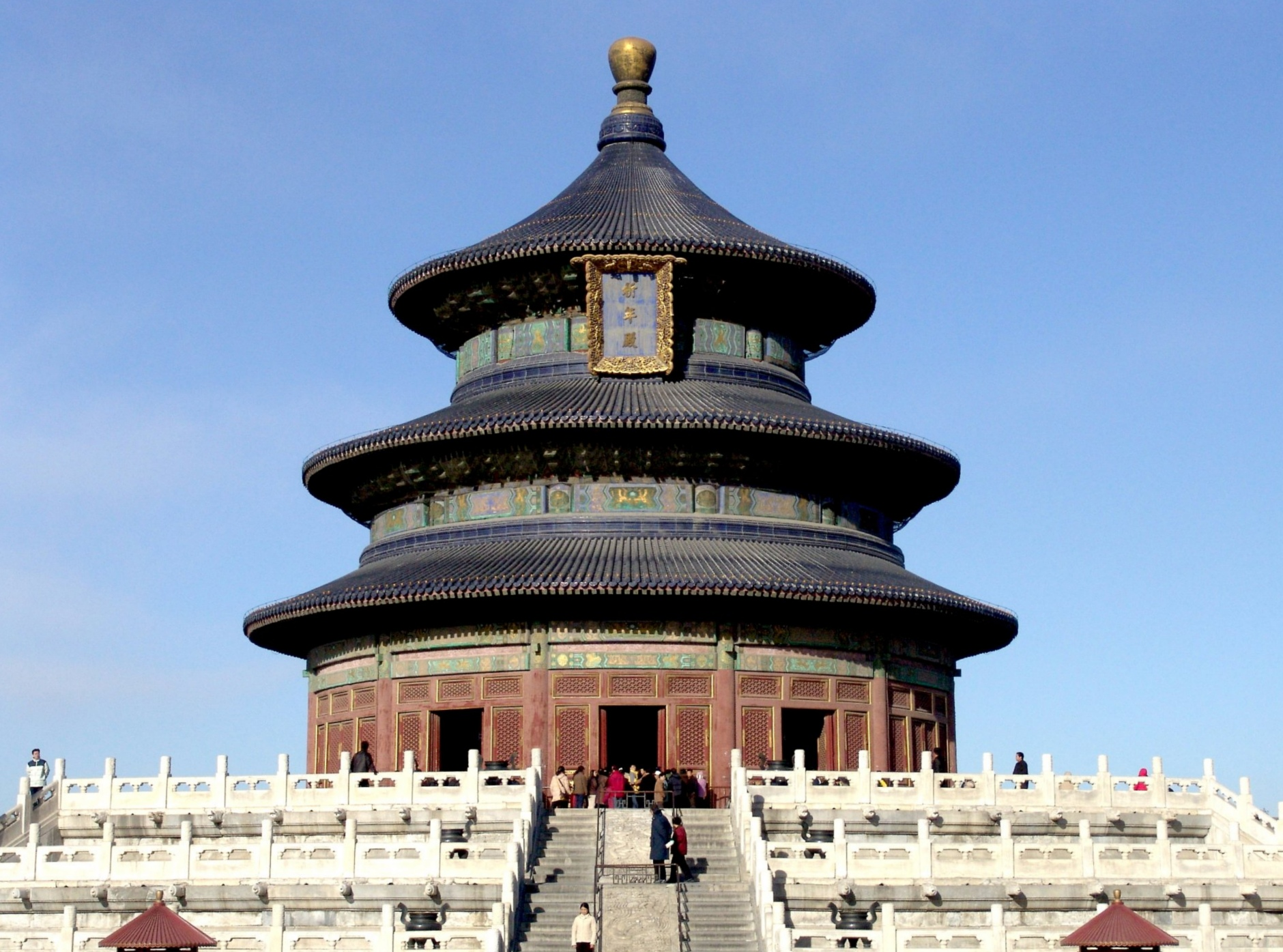
Thiên Đàn ở Bắc Kinh, Trạm dừng của chặng 11.

- Phuket (Sân bay quốc tế Phuket) đi Bắc Kinh,  Trung Quốc (Sân bay quốc tế Thủ đô Bắc Kinh)
- Bắc Kinh (Công viên Jingshan)
- Bắc Kinh (Chợ ẩm thực Bắc Kinh)
- Bắc Kinh (Chợ Hongqiao)
- Bắc Kinh (Công viên Tiantan, Thiên Đàn)

Lựa chọn kép: Volley hay Rally. Trong Volley, các đội phải ghi được 5 điểm trước một tay bóng bàn chuyên nghiệp. Trong Rally, các đội phải đi bằng 3 phương tiện giao thông phổ biến ở Trung Quốc (bus, môtô và xe kéo) để lấy được đầu mối kế tiếp.

Chướng ngại vật: ăn chân gà, ấu trùng và mực ống mua tại chợ ẩm thực Bắc Kinh.

### Chặng 12 (Cộng hòa nhân dân Trung Hoa → Hoa Kỳ)

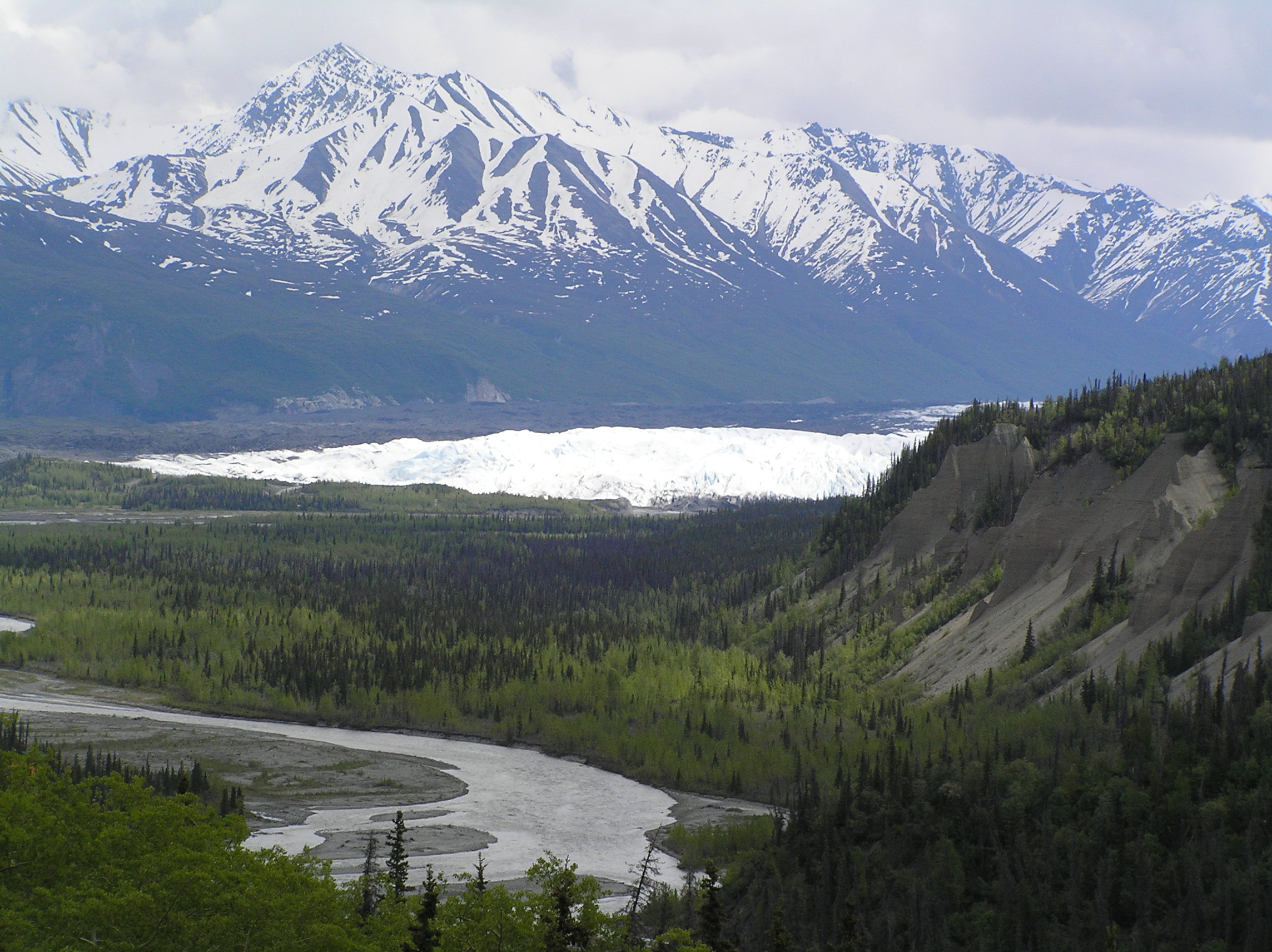
Sông băng Matanuska, Alaska, Hoa Kỳ, nơi các đội thực hiện Roadblock của chặng 12.

- Beijing (Công viên Tiantan)
- Vạn lý trường thành (Cư Dụng Quan)
- Bắc Kinh (Sân bay quốc tế Thủ đô Bắc Kinh) đi Anchorage, Alaska,  Hoa Kỳ (Sân bay quốc tế Ted Stevens Anchorage)
- Hồ Scotty
- Hồ Scotty (Khu vực Blanket Toss)
- Sông băng Matanuska
- Gần công viên Denali (Quốc lộ Mile Marker 131)
- Nhà gỗ Wilderness

Detour ở chặng này gồm Phẳng hay Dốc. Trong Phẳng, các đội đi trên một đoạn đường bằng phẳng của Vạn lý trường thành đến đầu mối kế tiếp. Trong Dốc, các đội đi một đoạn đường dốc hơn nhưng ngắn hơn để đển đầu mối tiếp theo.

Roadblock bắt buộc thành viên của mỗi đội vượt qua sông băng Matanuska.
Thử thách phụ
- Một thành viên của mỗi đội phải nhảy trên tấm thảm Alaska để tìm Route Marker kế tiếp.

### Chặng 13 (Hoa Kỳ)

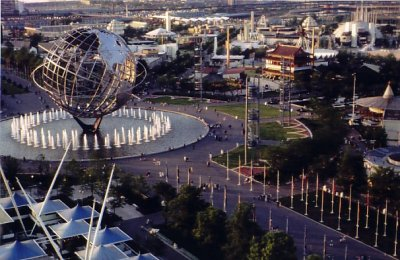
Quả cầu Unisphere tại công viên Flushing Meadows là Vạch kết thúc của The Amazing Race 1

- Nhà nghỉ Takosha Lưu trữ ngày 6 tháng 2 năm 2007 tại Wayback Machine
- Talkeetna (Hồ Cá)
- Anchorage (Sân bay quốc tế Ted Stevens Anchorage) đi Newark, New Jersey (Sân bay quốc tế Newark)
- Queens, thành phố New York, New York (Quảng trường Vincent Daniels)
- Thành phố New York(Công viên Flushing Meadows)  (Vạch kết thúc)

Lựa chọn kép của chặng này gồm Sức chó hay Sức ngựa. Để thực hiện Sức chó, các đội điều khiển xe trượt tuyết bằng chó đi đến đầu mối tiếp theo. Để hoàn thành Sức ngựa, các đội phải đi một quãng đường dài hơn bằng xe đi tuyết.

Chướng ngại vật cũng là thử thách cuối cùng của cuộc đua yêu cầu một thành viên của mỗi đội phải hoàn thành một truyền thống ở Alaska, dìm mình dưới làn nước lạnh của Hồ Cá. Thí sinh chỉ được mặc đồ tắm khi thực hiện thử thách này.